# Elsahel
Elsahel eller As-Sajil (arabiska:  القاهرة),  är ett administrativt område (kism) som till ytan utgör mer än hälften av Shobra-distriktet i Kairo, Egypten. Elsahel gränsar till Nilen i väst, Rod El Farag och  Shobra i söder.
I Elsahel ligger två av de största sjukhusen i Kairo samt en dadel-marknad